# Leta
Leta (en latín, Laeta) fue la segunda emperatriz romana consorte, esposa del emperador Graciano del Imperio romano de Occidente. 

## Familia
El único pariente de Leta mencionado por Zósimo es su madre, Pisamena.

## Emperatriz
Graciano se casó primero con Flavia Máxima Constancia. El Chronicon Paschale data la llegada de los restos de Constancia a Constantinopla el 31 de agosto de 383. Debió haber muerto en algún momento anterior ese mismo año, pero la fecha exacta y la causa de su muerte se desconocen. Tenía alrededor de veintiún años en la fecha de su muerte. El propio Graciano fue asesinado el 25 de agosto del mismo año 383.
En su relato del primer asedio de Roma por Alarico I, rey de los visigodos (datado en el año 408), Zósimo menciona que la ciudad se enfrentó a la hambruna. Zósimo cuenta que 

"Leta, la esposa del antiguo antiguo emperador Graciano, y su madre Pisamena, proporcionaron comida a gran número de personas durante algún tiempo. Puesto que ellas se obtenían del tesoro las provisiones de una mesa imperial, debido a la generosidad de Teodosio, quien les había conferido ese privilegio, muchos recibieron la munificiencia de estas dos señoras, y obtuvieron de su casa lo que les evitó la hambruna".

 Esta es la única mención de Leta en fuentes primarias. Se cree que se casó con Graciano en el año 383, en el breve período entre la muerte de Constancia y su propia muerte.